# Departamento de Durazno
Durazno es uno de los diecinueve departamentos que componen la República Oriental del Uruguay. Su capital es la ciudad homónima. Se encuentra ubicado en el centro del país, su límite norte es el río Negro, que lo separa de los departamentos de Río Negro, y de Tacuarembó, se encuentra rodeado por Cerro Largo, Treinta y Tres, el río Yi lo separa de Florida y de Flores. 
Según el censo de 2023, el departamento contaba con 62 011 habitantes, lo que lo convertía en el quinto departamento menos poblado del país. La ciudad de Durazno es la más poblada del departamento, seguida por Sarandí del Yi.

## Historia
En 1821 bajo la invasión lusobrasileña y la dominación de Portugal de la banda oriental, los portugueses encomiendan a su reciente aliado Fructuoso Rivera,  la formación y mando de los Dragones de la Unión, un cuerpo militar de caballería y artillería con asiento en el "paso del Durazno" en las márgenes del río Yí. En octubre del mismo año, en este paso, se funda la villa de San Pedro del Durazno.
. Esta fue la primera denominación de la hoy llamada ciudad de Durazno. El 27 de agosto de 1828 se produce la creación del departamento con el nombre de "Entre Ríos Yí y Negro",  denominación que en la Constitución de 1830 se cambia por "Durazno". 

## Geografía
Está ubicado en el centro geográfico del país, su extenso límite norte es el río Negro, que lo separa de los departamentos de Río Negro y Tacuarembó, al este con el de Cerro Largo, al sureste con Treinta y Tres, su límite sur es el río Yi con Florida y al oeste con Flores.

### Hidrografía
El departamento pertenece en su totalidad a la ribera sur de la cuenca hidrográfica del río Negro, junto con su afluente el río Yi que atraviesa el departamento.

En el río Negro desembocan el arroyo Sarandí, el arroyo de las Cañas, el arroyo del Blanquillo (por donde desemboca el arroyo Chileno Grande), el arroyo Carpintería y el arroyo Cordobés.

En el río Yi vierten sus aguas el arroyo Tomás Cuadra, el arroyo de Tejera, el arroyo Malbajar, el arroyo Antonio Herrera, el arroyo Villasboas y el arroyo de Caballero.
De acuerdo a la definición administrativa, el Departamento de Durazno comprende las áreas entre los ríos Negro al norte, el arroyo del Cordobés al Este y el río Yí al Sur hasta su 
confluencia con el río Negro. Se agrega a este territorio mesopotámico un área ubicada al Sur del río Yí, comprendida entre los arroyos Maciel, Batoví y Sauce de la Villa Nueva.

## Gobierno y política

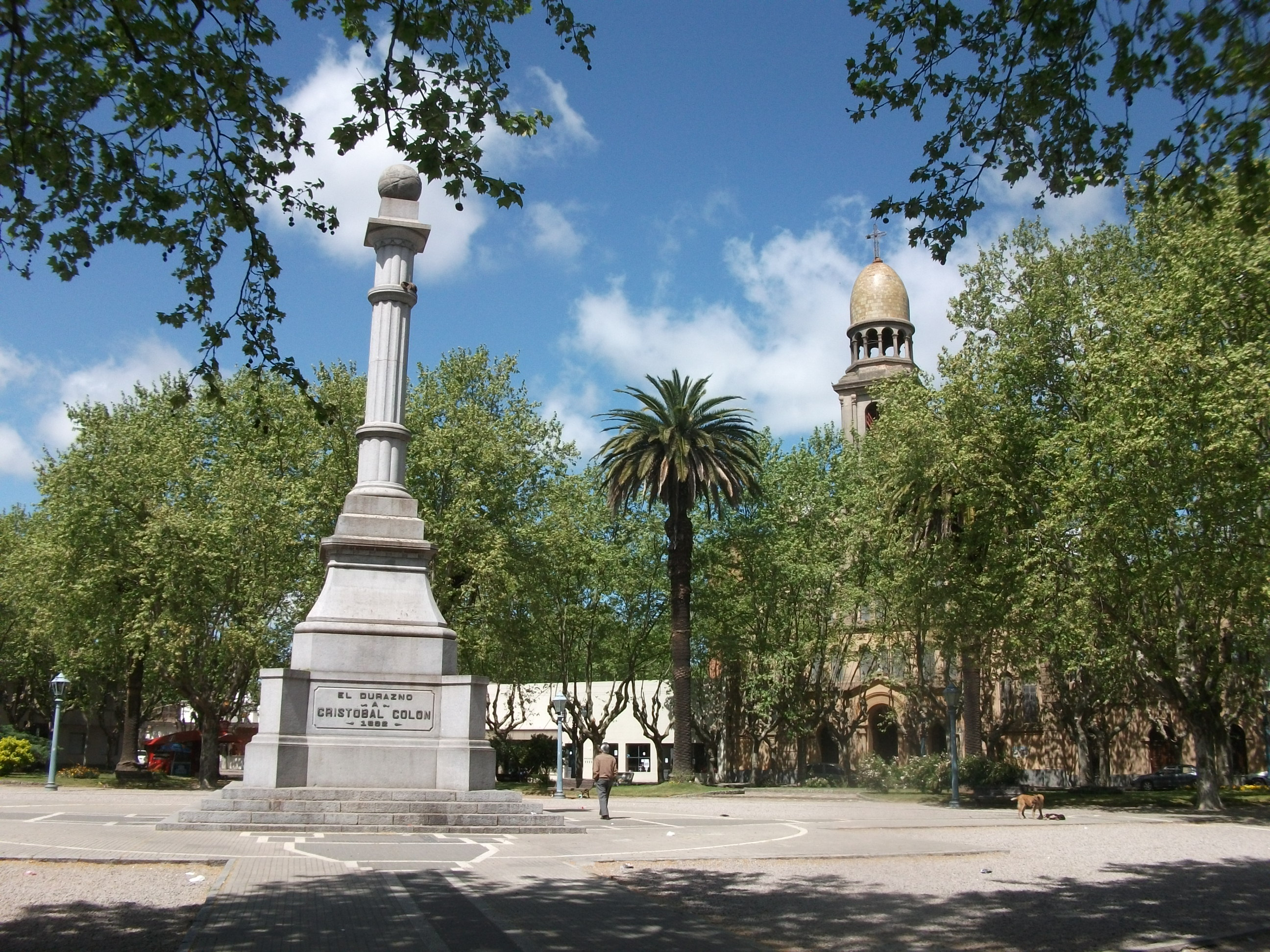
Monumento a Cristóbal Colón en la ciudad de Durazno.

El actual intendente del departamento es Felipe Algorta, perteneciente a la corriente herrerista del Partido Nacional, quien ocupa el cargo por el período 2025-2030.
De acuerdo con el artículo 262 de la Constitución de la República, en materia de administración departamental "el Gobierno y Administración de los Departamentos, con excepción de los servicios de seguridad pública, serán ejercidos por una Junta Departamental y un Intendente. Tendrán su sede en la capital de cada departamento e iniciarán sus funciones sesenta días después de su elección."
Además, "el Intendente, con acuerdo de la Junta Departamental, podrá delegar en las autoridades locales el ejercicio de determinados cometidos en sus respectivas circunscripciones territoriales"(...).

### Legislativo
La legislatura está ejercida por una Junta Departamental compuesta de 31 ediles, con tres suplentes, que acompañan a las listas electorales y son elegidos de forma democrática. Los ediles son los encargados de proponer reformas municipales, decretos e impuestos, así como cualquier otro proyecto que estimen conveniente coordinar con el Intendente. Estos cumplen la función del Poder Legislativo a nivel departamental.

### Municipios
Existen dos municipios en el departamento: Sarandí del Yi y Villa del Carmen.
| Mapa | Municipio                   | Superficie (km²) | Población (censo de 2023) | Sede             |
| ---- | --------------------------- | ---------------- | ------------------------- | ---------------- |
|      | Sarandí del Yi (en verde)   | 656.2            | 7700                      | Sarandí del Yi   |
|      | Villa del Carmen (en verde) | 479.2            | 2759                      | Villa del Carmen |

Asimismo, hay una propuesta de creación del Municipio de Durazno, el cual comprendería la capital departamental y algunas zonas rurales aledañas a la misma.

## Cultura

### Festival nacional de folclore y encuentro gaucho
Desde 1973 se realiza en la ciudad de Durazno en las primeras semanas de febrero el Festival Nacional de Folclore, donde como reza el lema todo el Uruguay canta en Durazno. Desde febrero de 2000 el festival se realiza en el parque de la Hispanidad próximo a la ciudad capital del departamento. Por el escenario del festival han pasado grandes artistas de la música popular uruguaya como: Alfredo Zitarrosa, Daniel Viglietti, Larbanois - Carrero o José Carbajal y Argentina como: Horacio Guaraní, León Gieco o Víctor Heredia entre otros.

### Primeras llamadas del interior
Desde 1990 se realizan las primeras llamadas del interior en la ciudad de Durazno en las últimas semanas de febrero. Desfilan por las calles del barrio Bertonasco comparsas de todo el país al ritmo del candombe.

### Pilsen Rock
Desde 2003 se realiza en el parque de la Hispanidad, en este departamento, en el mes de octubre, un acontecimiento social de relevancia regional denominado Pilsen Rock. Actualmenteel evento lo produce la Intendencia Departamental de Durazno y a él asisten variadas expresiones del rock uruguayo y de ramas afines a dicho estilo. El mismo cuenta con la asistencia de público de todo el país y de Argentina, Brasil, Chile y Paraguay siendo el movimiento de juventud más relevante, pero conservando su principal característica que es la de convocar a integrantes de todas las generaciones.

## Arquitectura

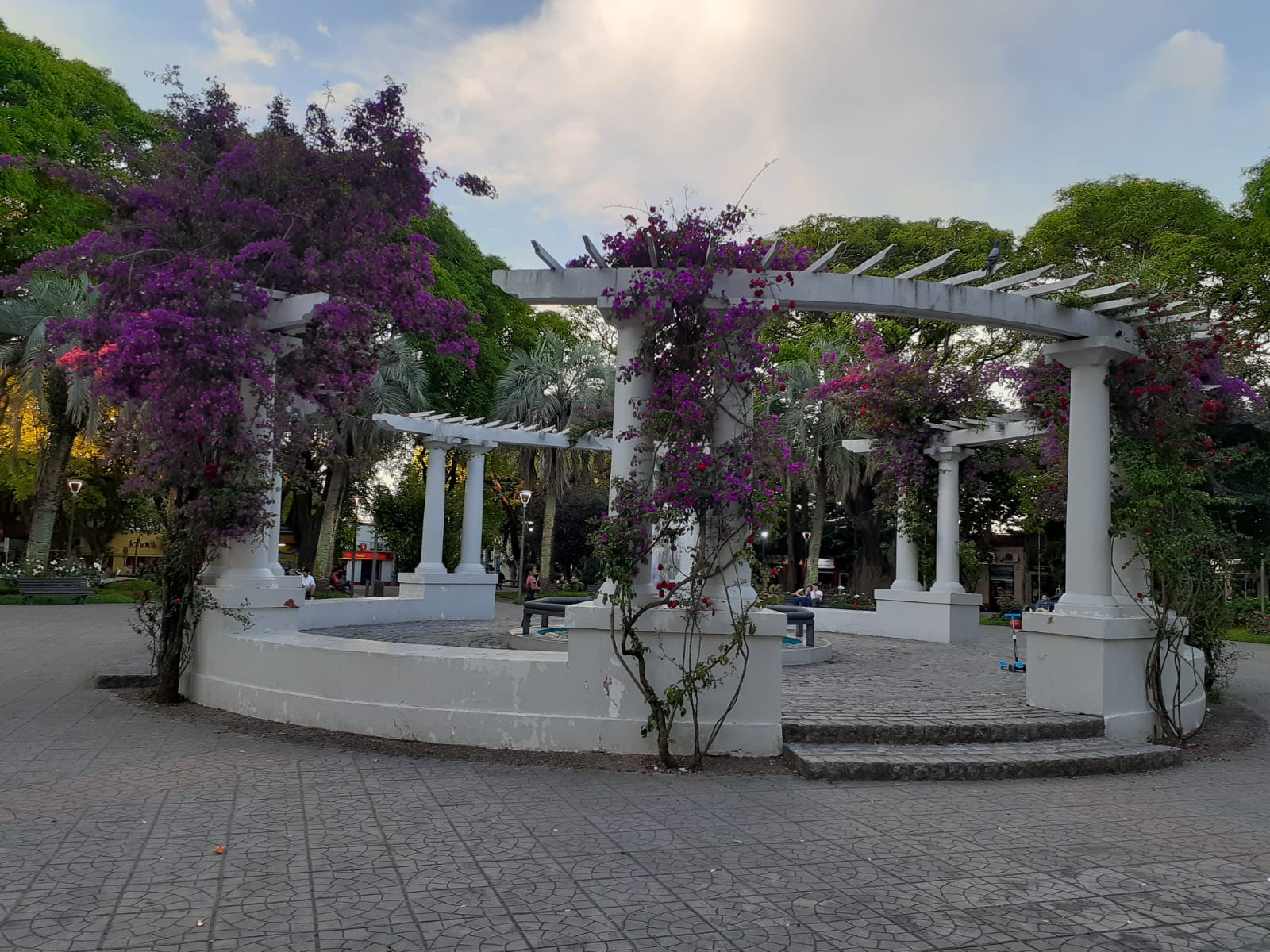
Plaza Sarandi en la ciudad de Durazno

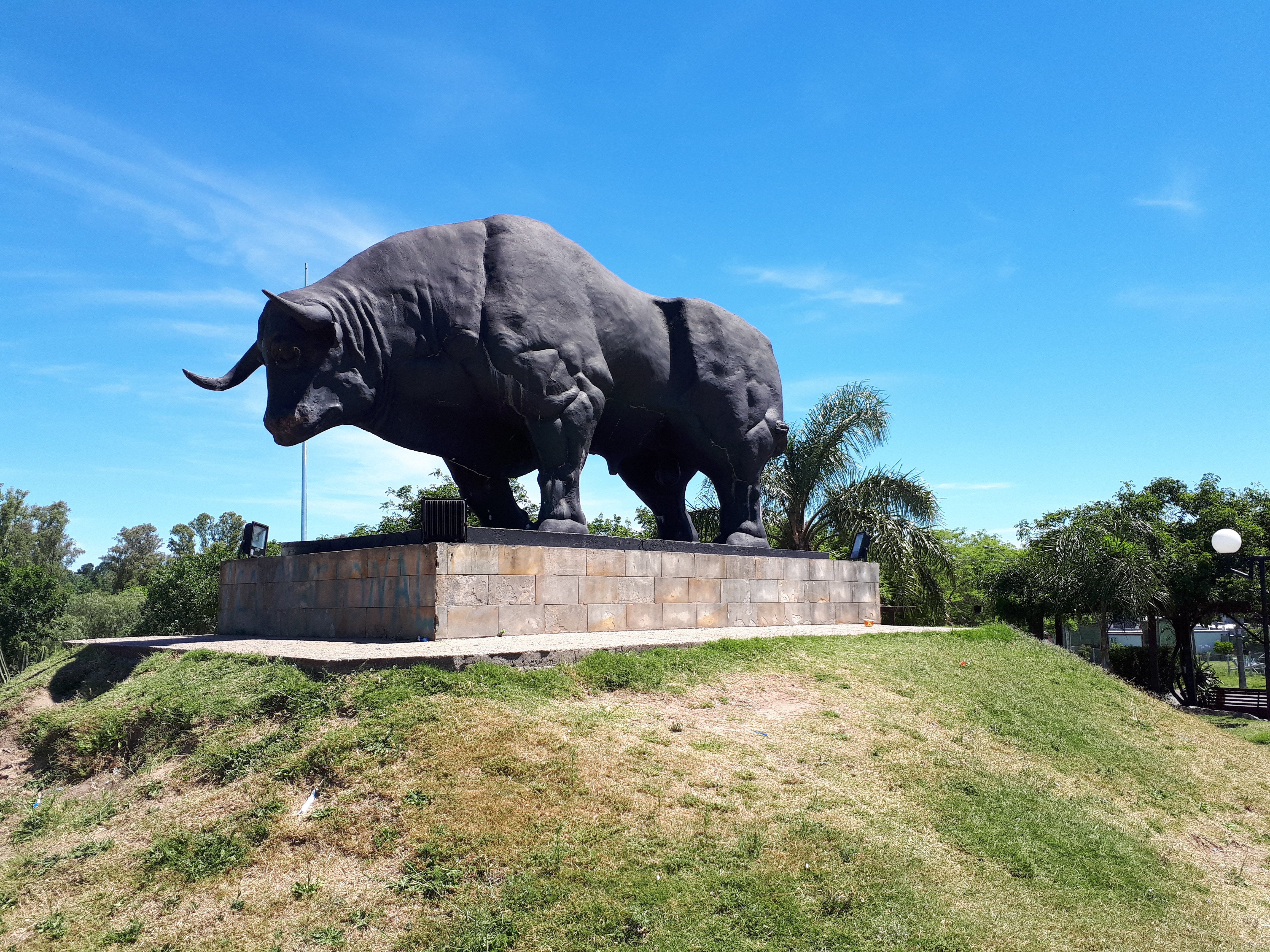
estatua en el Paso de los Toros, cerca de Río Negro

En la plaza central de Durazno se encuentra la iglesia de San Pedro del Durazno construida en el siglo XIX y rediseñada por Eladio Dieste luego de que el techo de madera de la primitiva iglesia se incendiara en mayo de 1967, salvando solo la fachada y el pórtico de entrada. 
La reconstrucción se realiza con losas plegadas de ladrillo armado y se inaugura en 1971.
En la iglesia de San Pedro se encuentra un Cristo tallado en madera de naranjo por el artista plástico Claudio Silveira Silva.
Hace unos años la ciudad de Durazno fue reconocida como la "ciudad más verde de Sudamérica" por poseer en su parte urbana una gran cantidad de árboles (entre 10 y 15 por manzana) en comparación con las edificaciones.
Durazno cuenta con el centro cultural Teatro Español, remodelado a nuevo respetando su arquitectura original y dotado del más moderno equipamiento con un aforo de 450 butacas en platea, palcos, y tertulias alta y baja. En el mismo se realizan  eventos de nivel Nacional e Internacional que convocan a público local, de la región y el país.

## Atracciones turísticas
Bioparque "Washington Rodríguez Piquinela": priorizando el bienestar animal se transforma el zoológico en un extenso predio donde se recrea el hábitat natural de las especies existentes, con áreas verdes, arbolado, tajamares y piletas. Dotado de una extensa caminería interna, jardinería, mobiliario urbano, iluminación Led, miradores, servicios, sendero de los sentidos y el Centro de Enriquecimiento Ambiental Animal, constituye un excelente destino para compartir en familia.   
Camping 33 Orientales y playa El Sauzal: Caracterizado por sus montes autóctonos, cuenta con más de 250 parrilleros, conexión a energía eléctrica, gabinetes higiénicos, duchas y lavatorios, módulos comerciales y Parador. En sus proximidades se encuentran también: la playa de los enamorados, playa el puente nuevo, espacio denominado "sendero del monte indígena " y el avistamiento de aves.    

## Infraestructura

### Transporte
Durazno está equipado con una red vial integrada por las rutas 4, 5, 6, 7, 14, 19, 42, 43 y 100, conectándose con distintos puntos del país.
Sobre el departamento también fluyen cuatro ramales ferroviarios: Nico Pérez-Melo, Florida-km 329, Durazno-Trinidad y Montevideo-Rivera. Este último se encuentra en obras de reconstrucción, los demás están clausurados.
En el departamento se encuentra el Aeropuerto Internacional de Santa Bernardina, que sirve a la capital departamental y que está preparado para ser alternativa ante imprevistos para aterrizaje de aeronaves de gran porte de vuelos internacionales.

### Energía
La represa de Rincón del Bonete, ubicada en el límite con Tacuarembó, es una de las centrales hidroeléctricas más importantes del país.

## Demografía
Con 62 011 habitantes en 2023, es el quinto departamento menos poblado por delante de Lavalleja,Río Negro, Treinta y Tres y Flores, el menos poblado.
 Con 5,30 hab/km² es el segundo menos densamente poblado, por delante de Flores, el menos densamente poblado.

A continuación se detalla una lista de las localidades con una población superior a 1000 habitantes, según datos del censo 2023.
| Ciudad/Pueblo                                   | Población |
| ----------------------------------------------- | --------- |
| Durazno                                         | 40 279    |
| Sarandí del Yi                                  | 7.700     |
| Carmen                                          | 2.759     |
| Centenario                                      | 1.614     |
| Cerro Chato (sector departamento de Durazno) ** | 1.321     |
| La Paloma                                       | 1.268     |
| Blanquillo                                      | 1.176     |
| Santa Bernardina                                | 1.150     |
| Carlos Reyles                                   | 1.128     |

** Cerro Chato es compartido por los departamentos de Durazno, Florida y Treinta y Tres.
Otras localidades con menos de 1000 habitantes son: 
| - San Jorge (502 hab.) - Baygorria (161 hab.) - Ombúes de Oribe (89 hab.) - Aguas Buenas (86 hab.) | - Feliciano (77 hab.) - Rossell y Rius (72 hab) - Pueblo de Álvarez (29 hab.) - Las Palmas (24 hab.) |